# Geschichte Kleinmachnows
Koordinaten: 52° 24′ N, 13° 13′ O
Ursprünglich ein Rittergut, entwickelte sich das Gutsdorf Kleinmachnow durch die Siedlungsvorhaben des 20. Jahrhunderts zu dem Berliner Vorort der heutigen Prägung. Während der deutschen Teilung war Kleinmachnow an drei Seiten von der Mauer zu West-Berlin umgeben. Die ersten Jahre nach der Wiedervereinigung waren geprägt von den Auseinandersetzungen über die Rückgabe von Grundstücken an Alt-Eigentümer. Mittlerweile ist Kleinmachnow zu einem der attraktivsten Wohngebiete im sogenannten Berliner „Speckgürtel“ und der Metropolregion Berlin/Brandenburg geworden.

## Frühgeschichte und Mittelalter

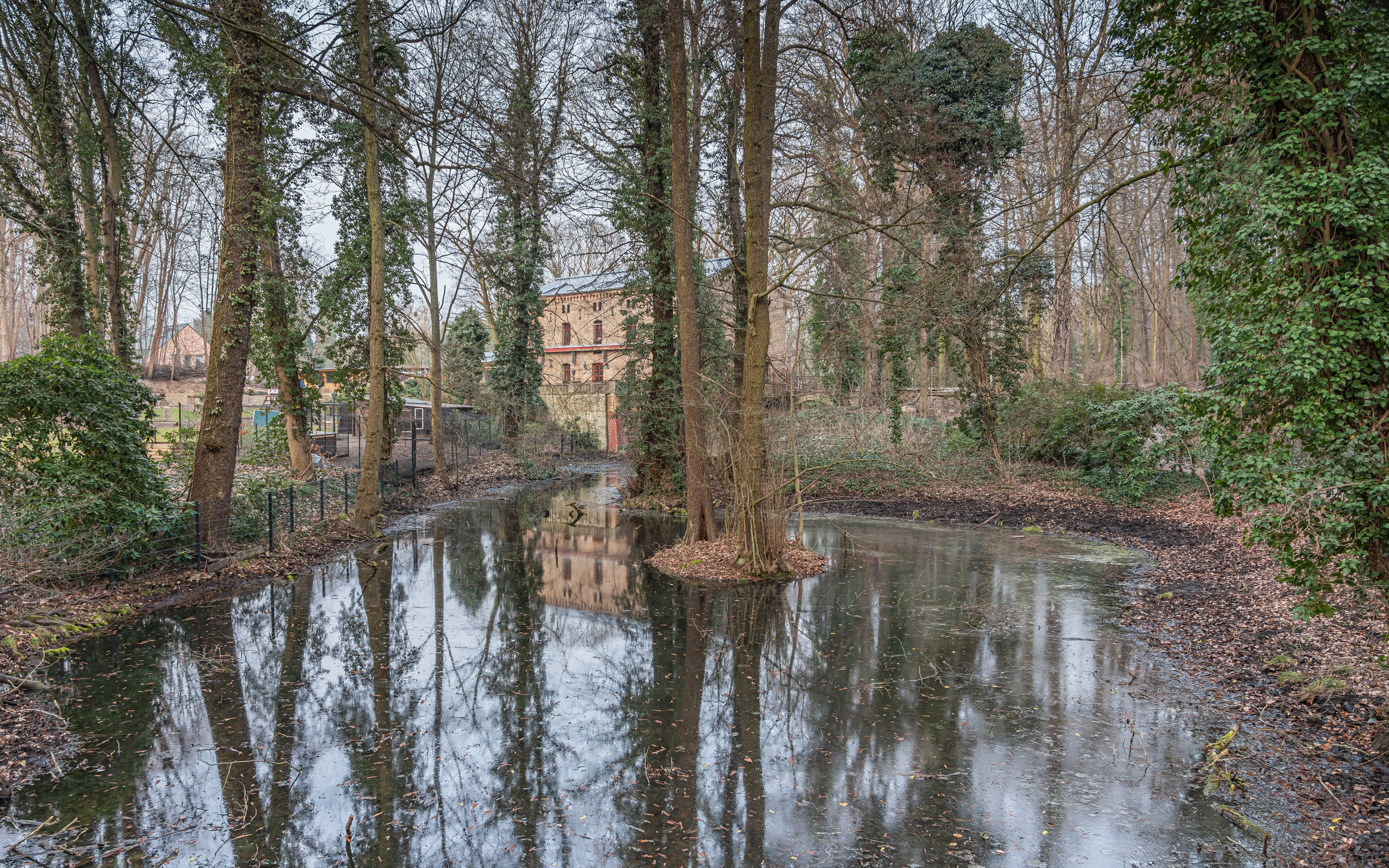
Bäke im ehemaligen Schlosspark

Wie große Teile der geologisch jungen Oberfläche der Mark Brandenburg war auch das Bäketal weitgehend versumpft, gleichwohl wie viele Flusstäler bevorzugter Siedlungsraum. Nachdem im Zuge der Völkerwanderungen im 4. und 5. Jahrhundert die Sueben ihre Heimat an Havel und Spree verlassen hatten, zogen im späten 7. und 8. Jahrhundert slawische Stämme in den vermutlich weitgehend siedlungsleeren Raum ein. Der Namensbestandteil Machnow geht auf die Slawen zurück, die bis zum 12. Jahrhundert im Teltow siedelten. Machnov bezeichnet einen Ort, der in einer moosreichen (feuchten) Gegend angelegt wurde. Die sumpfige Senke wurde durch die Bäke (früher Telte) gebildet, die vom Berlin-Steglitzer Fichtenberg bis zum Griebnitzsee floss. Bis auf einen kleinen Restteil in Steglitz sowie im Bäketal Kleinmachnow ging der Bach im Teltowkanal auf. Den Zusatz „klein“ erhielt Machnow zur Unterscheidung gleichnamiger Orte. Der längere Zeit verwendete Zusatz auf dem Sande widerspricht der feuchten Gegend nicht, denn naturgemäß versuchten Slawen und Deutsche, innerhalb des Sumpfes erhöhte, trockene Stellen für ihre Häuser und Burgen zu nutzen. Da die eiszeitlich herausgebildete Teltowhochfläche weitgehend aus Geschiebemergel besteht, waren und sind diese Stellen sehr sandig.
Im Zuge des Landesausbaus der 1157 durch Albrecht den Bären gegründeten Mark Brandenburg sicherten die askanischen Markgrafen den damals einzigen Bäkeübergang mit einer Burg. Der askanischen Burg folgte an der gleichen Stelle mindestens eine weitere Burg, die über Jahrhunderte wie das gesamte Dorf Kleinmachnow der Familie von Hake gehörte. Noch bis 1470 bestand lediglich dieser eine Übergang im ausgedehnten Bäke-Sumpfgebiet. Der Knüppeldamm lag an der mittelalterlichen Burg und bildete einen strategisch wichtigen Punkt auf der Handelsstraße Leipzig-Saarmund-Spandau. Erst als die brandenburgischen Kurfürsten 1470 ihre Residenz von Spandau nach Berlin verlegten, kamen zwei weitere Bäke-Übergänge hinzu. Bis 1818 war der Zoll als wichtige Einnahmequelle des Ritterguts an der Mühle zu entrichten.
Die erste urkundliche Erwähnung fand Kleinmachnow 1375 im Landbuch Karls IV. unter der Bezeichnung Parva Machenow (Parva = klein). Zu Beginn des 15. Jahrhunderts kaufte der Junker Heinrich (von) Hake aus Lebus das Gut Kleinmachnow mit der bestehenden Burg.

Alte Hakeburg, erbaut um 1600, zerstört 1943

## Neuzeit bis 1945

Hake'sches Herrenhaus, erbaut von David Gilly, Ende 18. Jh.

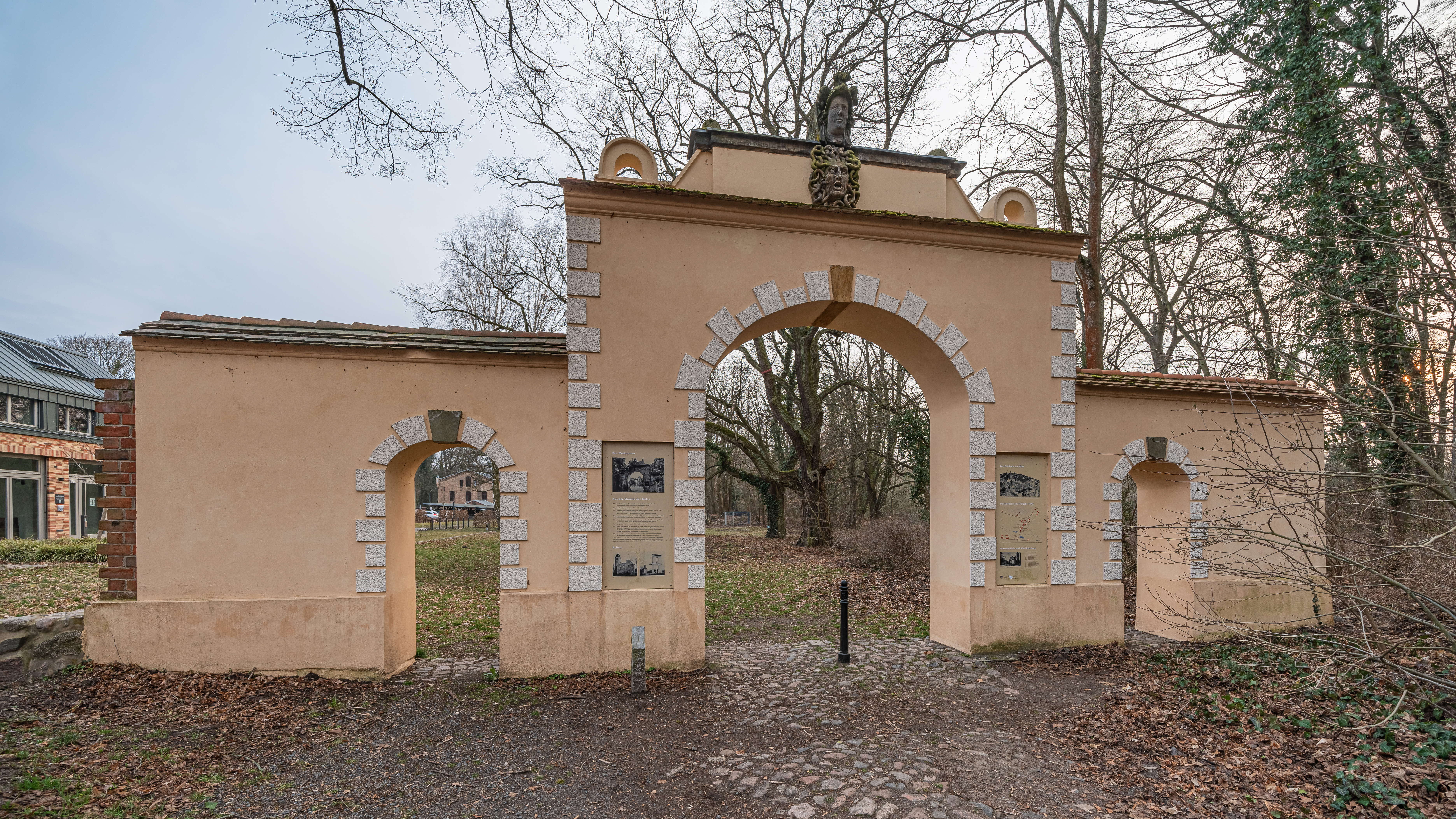
Medusenportal

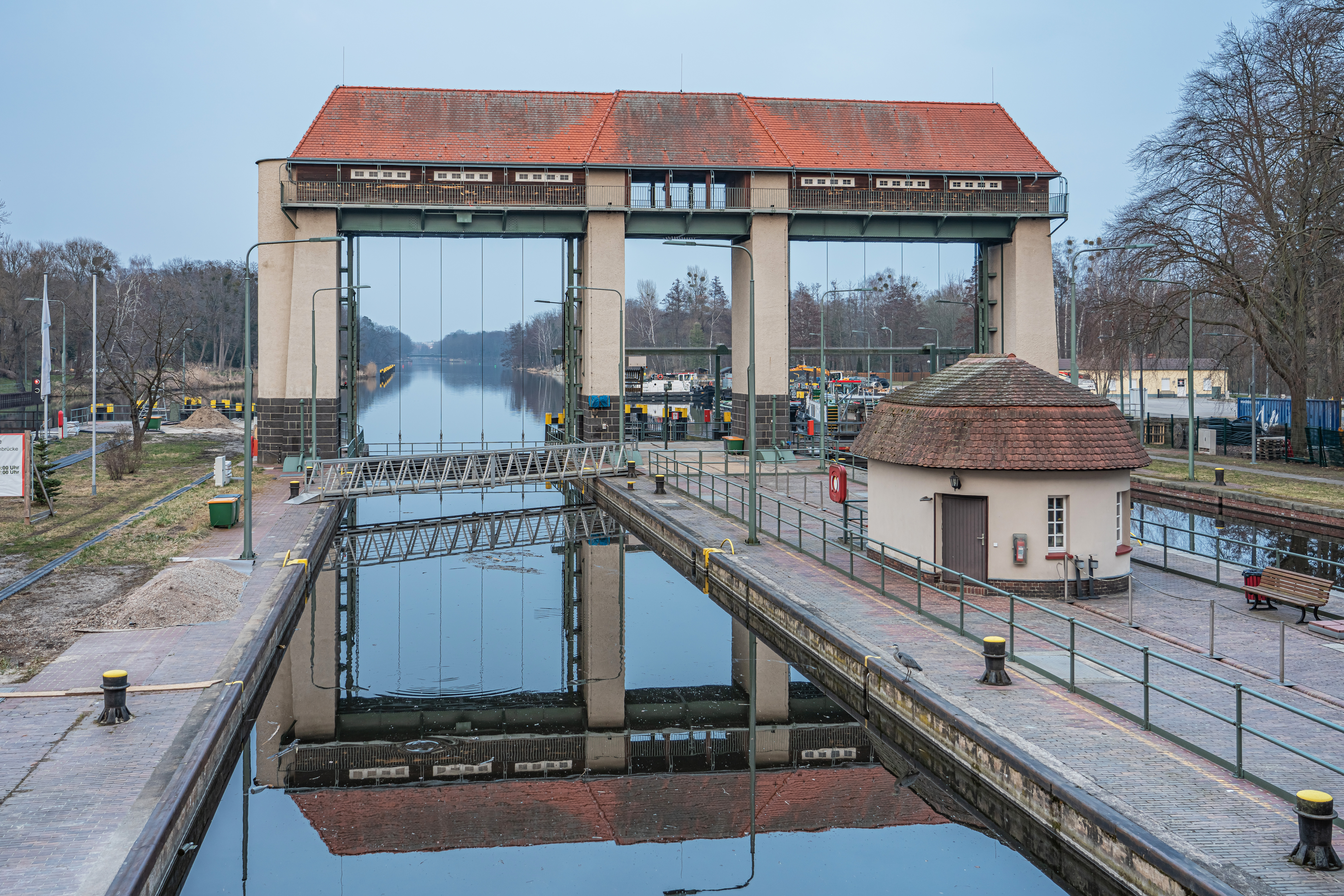
Denkmalgeschützte Schleuse

Das Gut blieb bis zum Beginn des 20. Jahrhunderts im Besitz der Familie von Hake. Das Dorf südlich des Machnower Sees war ein Ensemble aus einem heute nicht mehr vorhandenen Festen Haus (genannt Alte Hakeburg), einem gleichfalls abgetragenen, klassizistischen Herrenhaus von David Gilly mit reich ausgestattetem Festsaal, dem heute denkmalgeschützten Medusenportal, der Kleinmachnower Dorfkirche, einer Wassermühle (Bäkemühle) und einigen Wohnhäusern. 1906 bis 1908 wurde im Auftrag Dietloff von Hakes auf dem nördlich des Machnower Sees gelegenen Seeberg die Neue Hakeburg gebaut.
Der Bau des Teltowkanals von 1901 bis 1906 und der Schleuse Kleinmachnow stellte den Wendepunkt in der Entwicklung des Dorfes dar. Die Schleuse galt als große Attraktion und lockte an den Wochenenden viele Berliner Ausflügler in die nahe gelegenen Wirtshäuser. – Im Jahr 1905 stellte die historische Bäkemühle ihren Betrieb ein.
Nachdem sich Ende des 19. und Anfang des 20. Jahrhunderts die Stadt Berlin rapide ausdehnte, wurden in den Vororten Lichterfelde, Zehlendorf, Nikolassee und Wannsee eine Vielzahl von Villenkolonien gegründet, die dem Großbürgertum und dem gehobenen Bürgertum Berlins neuen Wohnraum im Grünen erschlossen. Aufgrund seiner großen Beliebtheit als Ausflugsziel rückte Kleinmachnow in das Blickfeld von Erschließungsgesellschaften, die den kommerziellen Erfolg der anderen Villenkolonien kopieren wollten.
Als erste Gesellschaft erwarb die Zehlendorf-Kleinmachnow-Terrain A.G. zwischen 1903 und 1906 von der Familie von Hake ein 264 Morgen großes Grundstück östlich des heutigen Zehlendorfer Damms, um dieses als Villenkolonie zu vermarkten. Die Alte Zehlendorfer Villenkolonie wurde erschlossen, parzelliert und in den Verkauf gegeben. Wegen der im Vergleich zu den Kolonien in Zehlendorf etwas abgelegenen Lage (der nächstgelegene Bahnhof war Zehlendorf-Mitte) und der fehlenden Infrastruktur gestaltete sich der Verkauf schwieriger als erwartet. Zwischen 1906 und 1910 entstanden insgesamt zehn größere Landhausvillen. Der Erste Weltkrieg trieb die Baugesellschaft in die Liquidation.
Wegen der guten Bahnverbindung des 1913 mit der Friedhofsbahn eröffneten Bahnhofs Dreilinden zur Berliner Innenstadt siedelten Berliner in der Nähe des Bahnhofs. Die Kolonie Dreilinden entstand, die später zum Ortsteil von Kleinmachnow werden sollte. Der Begriff Kolonie sollte die Zugehörigkeit zu Berlin ausdrücken, obwohl er mehrere Kilometer entfernt im Wald lag. Die Grundstücke waren preisgünstig, innenstadtnah gelegen und gehörten zu Wannsee, einem hoch angesehenen Villenvorort. Wannsee und die Parforceheide bis zur Stammbahn wurden 1928 zu Berlin eingemeindet. Kleinmachnow gehörte zu dieser Zeit postalisch zu Berlin, war telefonisch über die Berliner Vorwahl zu erreichen, und sollte mehrmals nach Berlin eingemeindet werden. Doch die Kleinmachnower wehrten sich dagegen, weil die Steuern im Kreis Teltow niedriger als in Berlin waren.
Am 1. April 1920 wurde der Gutsbezirk aufgelöst und in eine Landgemeinde umgewandelt. Gleichzeitig änderte sich die seit 1828 gebräuchliche Schreibweise Klein-Machnow offiziell zu Kleinmachnow.

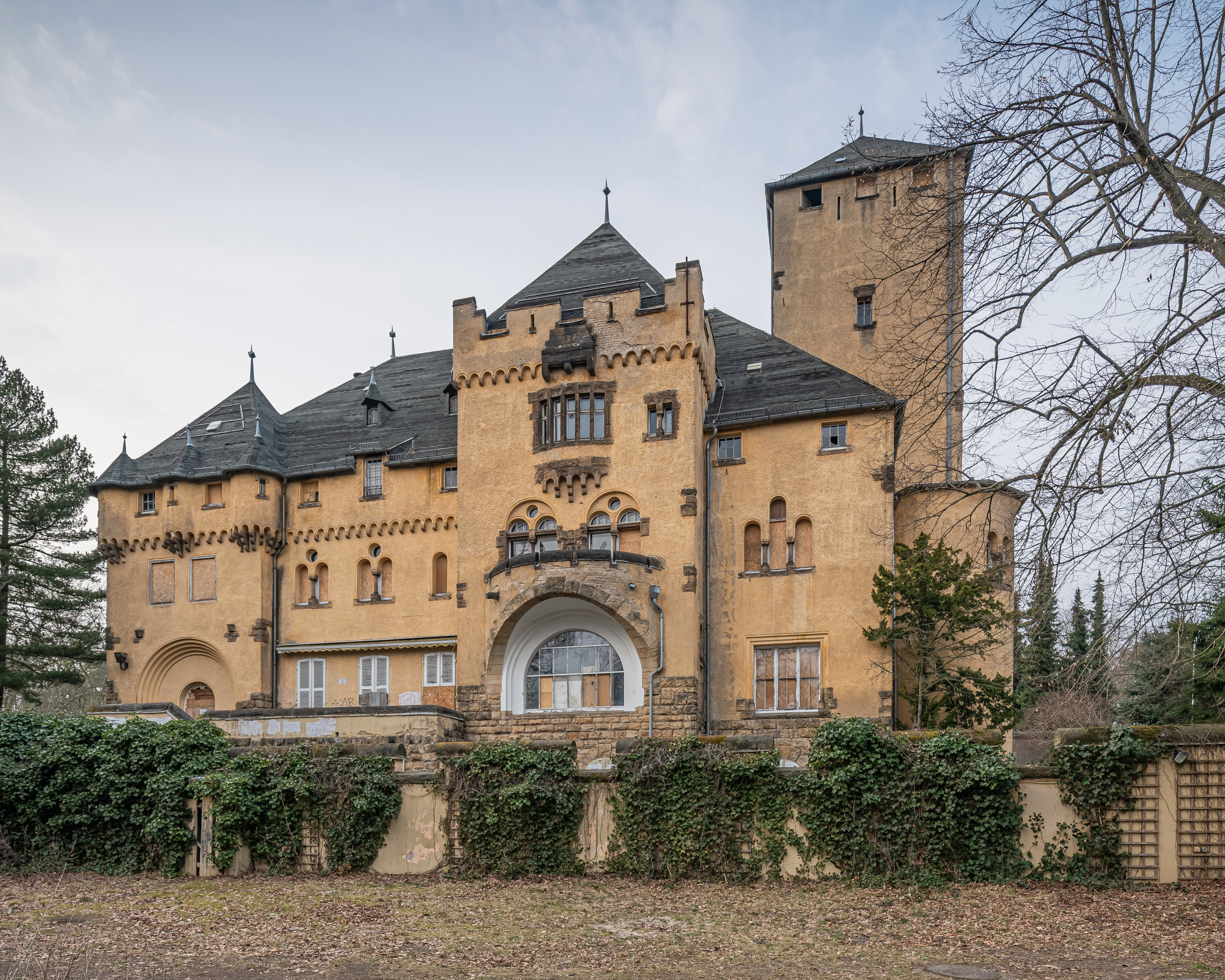
Neue Hakeburg

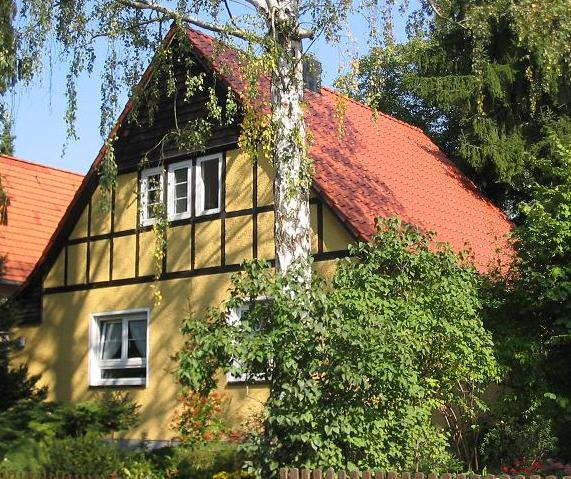
Bürgerhaussiedlung

Die im Ersten Weltkrieg und der folgenden Weltwirtschaftskrise nahezu zum Erliegen gekommene Siedlungstätigkeit in Kleinmachnow nahm durch die Aktivitäten verschiedener Siedlungsgesellschaften Ende der 1920er und Anfang der 1930er Jahre wieder Aufschwung. In mehreren Tranchen wurde Kleinmachnow in westlicher Richtung erschlossen. Im Gegensatz zur Villenkolonie wurde jetzt Wert auf erschwinglichen Land- und Hauserwerb für mittelständische Familien gelegt, die sich den Traum eines eigenen Heims im Grünen erfüllen wollten. In den späteren Jahren wurde insbesondere durch die Gemeinnützige Siedlungsgesellschaft mbH des Bauunternehmers Adolf Sommerfeld die Erschließung neuer Siedlungsgebiete mit der Erstellung standardisierter Einfamilienhäuser in nahezu industrieller Bauweise betrieben. Noch heute prägen diese Häuser in der Bürgerhaussiedlung große Teile des Kleinmachnower Erscheinungsbildes.
Die Familie von Hake verkaufte 1937 aus Geldnöten die Hakeburg an die Reichspost. Der damalige Postminister Wilhelm Ohnesorge machte aus der Burg seine Privatresidenz. Ohnesorge war seit Hitlers Machtübernahme im Jahr 1933 Staatssekretär, mit der Mitgliedsnummer 42 „alter Kämpfer“ der NSDAP und Träger des Goldenen Parteiabzeichens. Am Nordrand des dicht bewaldeten Parks errichtete die Reichspost ab 1939 eine Forschungsanstalt, die sich mit kriegswichtigen Themen befasste: Hochfrequenztechnik für Nachrichten und Fernsehen, Fernsehaufnahmen und Funkmessung für Luftaufklärung und Nachtjäger, fernsehgestützte Panzer- und Raketensteuerung, Infrarot-Nachtsichtgeräte, Abhörtechnik und Kryptographie.

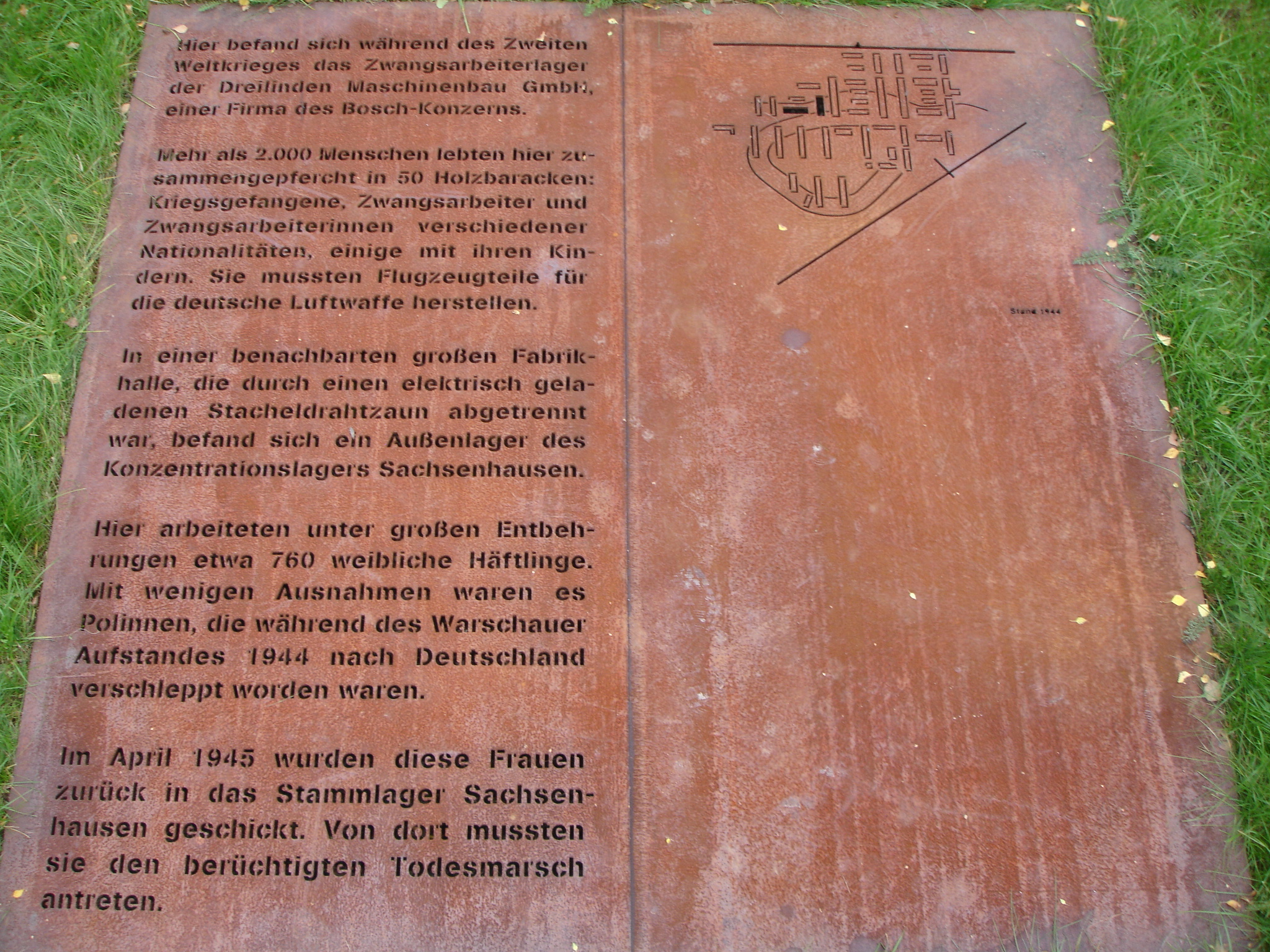
Gedenktafel für Zwangsarbeiter

Während des Zweiten Weltkriegs wurden vom Rüstungsbetrieb Dreilinden Maschinenbau GmbH, einer hundertprozentigen Tochter von Bosch, Teile für Flugzeugmotoren produziert. Auf dem Fabrikgelände befand sich das KZ-Außenlager Kleinmachnow, in dem bis zu 5000 Menschen gearbeitet haben, davon etwa 2700 Kriegsgefangene, Zwangsarbeiter und KZ-Häftlinge. Etwa 800 Polen wurden während des Warschauer Aufstandes von 1944 verhaftet und in das Lager überstellt. Gegen Kriegsende wurden alle Häftlinge in das Konzentrationslager Sachsenhausen verlegt und von dort aus auf den berüchtigten Todesmarsch getrieben. Im September 2006 wurde zwischen Stolper Weg und Stahnsdorfer Damm für die Zwangsarbeiter eine Gedenkstätte eingerichtet. Die Konturen von zwei ehemaligen Baracken auf dem Gelände wurden durch Stahlbänder markiert. Eine im Boden eingelassene Stahltafel gibt Auskunft über das Arbeitslager und die Geschichte des Ortes.
Im Frühjahr 1943 fielen erste Bomben im Zweiten Weltkrieg auf Kleinmachnow. Während Bombenangriffe 1943 den Gutshof, die alte Hakeburg und größte Teile des alten Dorfkerns zerstörten, blieben die Schleuse und die neue Hakeburg fast unversehrt. Ende April 1945, kurz vor der Kapitulation, zog sich am Teltowkanal direkt unterhalb der neuen Hakeburg die Hauptkampflinie entlang.

## Geteiltes Deutschland

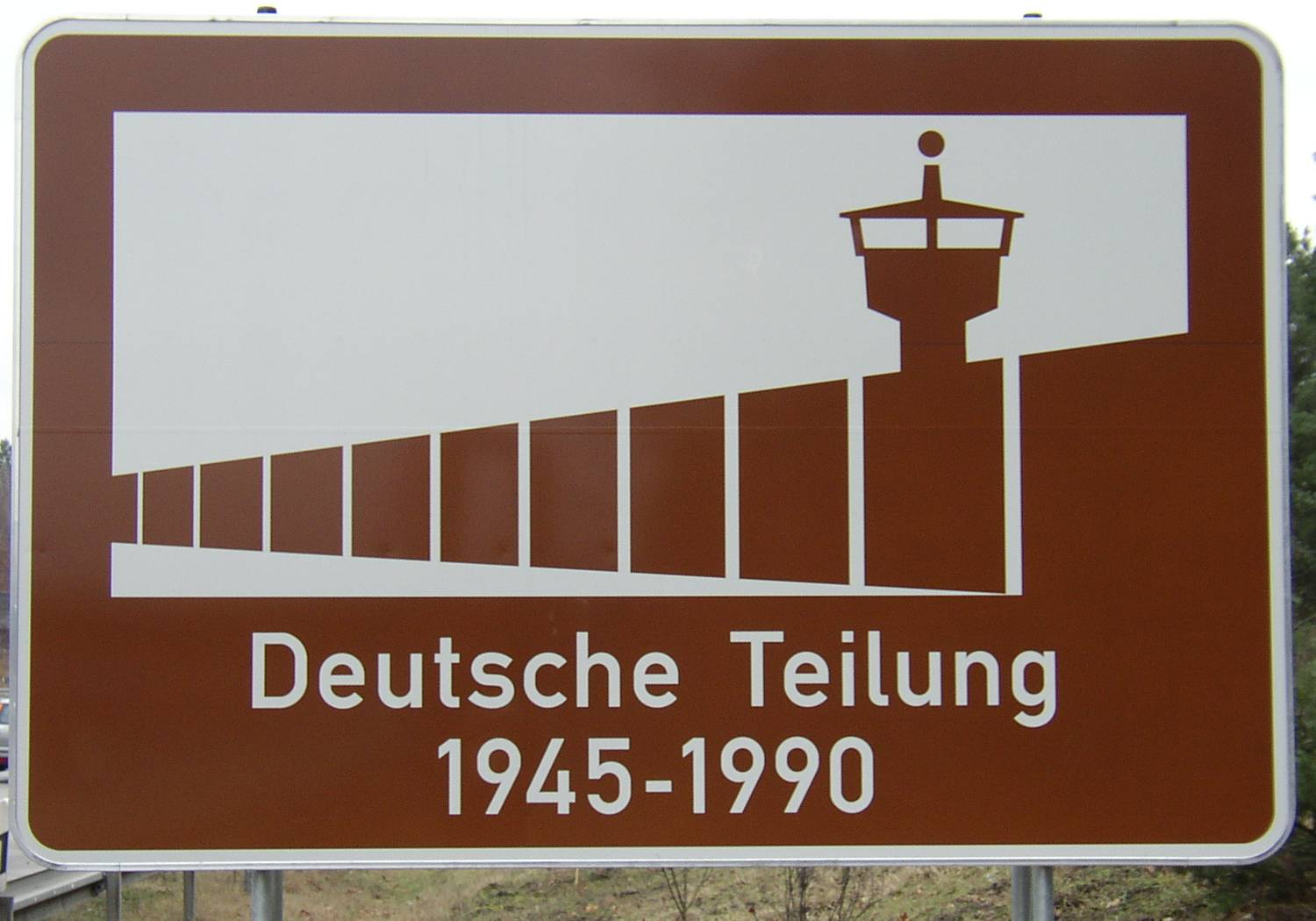
Unterrichtungstafel an A115 zur Deutschen Teilung

Im Juni 1946 wurde die Reichspost enteignet und die gerade gegründete SED neuer Eigentümer der Hakeburg inklusive einer Wald- und Seefläche von mehr als 500.000 Quadratmeter. Zwischen 1948 und 1954 befand sich auf dem Gelände der Sitz der Parteihochschule Karl Marx der SED. Die führenden Lehrkräfte der Parteihochschule waren alte KPD-Funktionäre. Neben vielen Parteikadern wurde hier die Doppelspionin Carola Stern geschult. Die Hakeburg entwickelte sich zum ideologischen Zentrum der DDR. Für eine politische Karriere in der DDR war das Studium in Kleinmachnow notwendig. Höheren Wert hatten nur die Lehrgänge an der Parteihochschule der KPdSU in Moskau.
Der DDR-Obrigkeit missfiel die geringe Anzahl von 220 Mitgliedern in der SED. Kleinmachnow mit seinen Siedlungshäusern und großbürgerlichen Villen war keine Hochburg der Kommunisten. Nach einer Resolution von zirka 2.000 Einwohnern an den DDR-Ministerpräsidenten Otto Grotewohl gegen die erfolgten Verkehrsbeschränkungen nach West-Berlin fasste das von Walter Ulbricht geleitete Sekretariat des Zentralkomitees am 3. November 1952 einen Beschluss über „Provokationen in Kleinmachnow“. Am 9. Februar 1953 begann der Schauprozess gegen „neun Schädlinge und Saboteure aus Kleinmachnow, die in der Zeit von 1945 bis Dezember 1952 fortlaufend Sabotageakte, Wirtschaftsverbrechen und Spekulationsgeschäfte ausgeübt haben“. Die Angeklagten, darunter die ehemaligen Bürgermeister Fritz Rosenbaum und Fritz Liebenow, wurden zu hohen Zuchthausstrafen verurteilt. Das rigide Regime in der sowjetischen Besatzungszone und der DDR führte bis 1961 zu einem erheblichen Bevölkerungsverlust durch Flucht.
Ab Ende des Zweiten Weltkrieges und während der Zeit der DDR war Kleinmachnow von Berlin erheblich bis ganz abgeschnitten. Ebenso war der Zugang von Berlin-Zehlendorf nach Kleinmachnow ab September 1952 für Berliner nicht mehr möglich. Nach dem Mauerbau 1961 bildete der größere Teil der Kleinmachnower Gemarkungsgrenze die Grenze nach West-Berlin. Die Wohnbebauung an der Grenze war nur unter strenger Zugangsbeschränkung erreichbar. Mit dem Mauerbau wurde Dreilinden von Berlin-Wannsee abgetrennt und Ortsteil von Kleinmachnow.

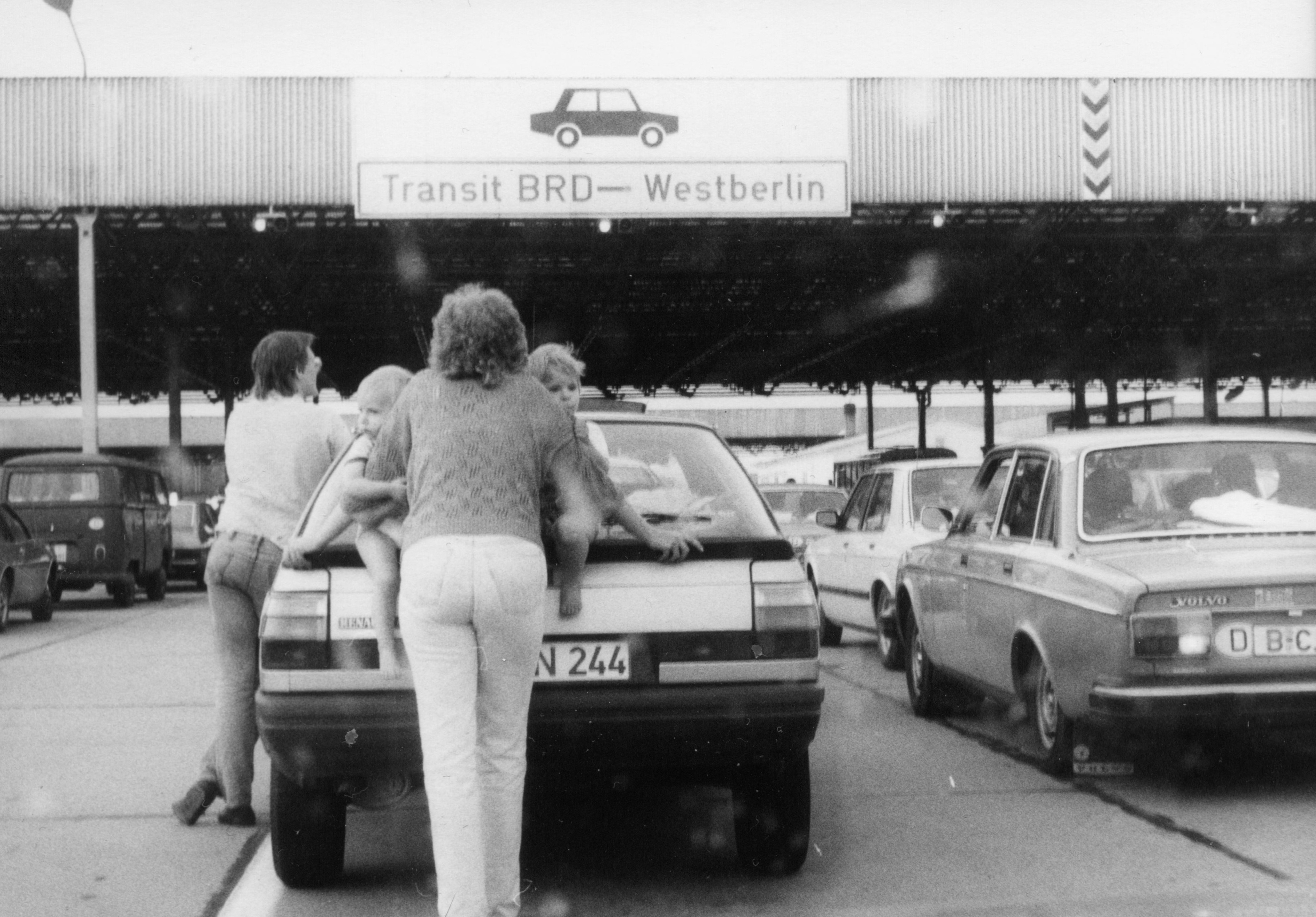
Grenzübergangsstelle Drewitz

Auf der heutigen Gemarkung Dreilinden befand sich enklaven-ähnlich, militärisch gesichert, die Grenzübergangsstelle Drewitz und auf der heutigen Autobahn 115 der Alliierten-Übergang Checkpoint Bravo zwischen West-Berlin und der DDR. Im Jahr 1969 wurde die ursprüngliche Streckenführung der 1940 gebauten Autobahn wegen des Grenzverlaufs neu trassiert und vorbei an Kleinmachnow ostwärts verlegt.
Zwischen 1965 und 1969 wurde die Hakeburg zeitweilig Sitz des Intelligenzclubs Joliot-Curie. Der Intelligenzclub war eine Antwort des Politbüros auf die wachsende Unzufriedenheit der Kleinmachnower Intelligenz wegen der Fahrzeitverlängerungen nach Ost-Berlin und der Unterbrechung der gewohnten kulturellen Kontakte nach West-Berlin. Eine über die Region hinausgehende Bedeutung erreichte der Klub nicht.
Das deutsch-deutsche Transitabkommen von 1971 führte zur Wiedereröffnung des 1948 gesperrten Teltowkanals, über den große Schiffe der Europaklasse nach Berlin fahren können. Am 20. November 1981 wurde die Grenzübergangsstelle am Teltowkanal in Betrieb genommen, die im offiziellen DDR-Sprachgebrauch „Wasser-GÜSt-Kleinmachnow“ hieß.

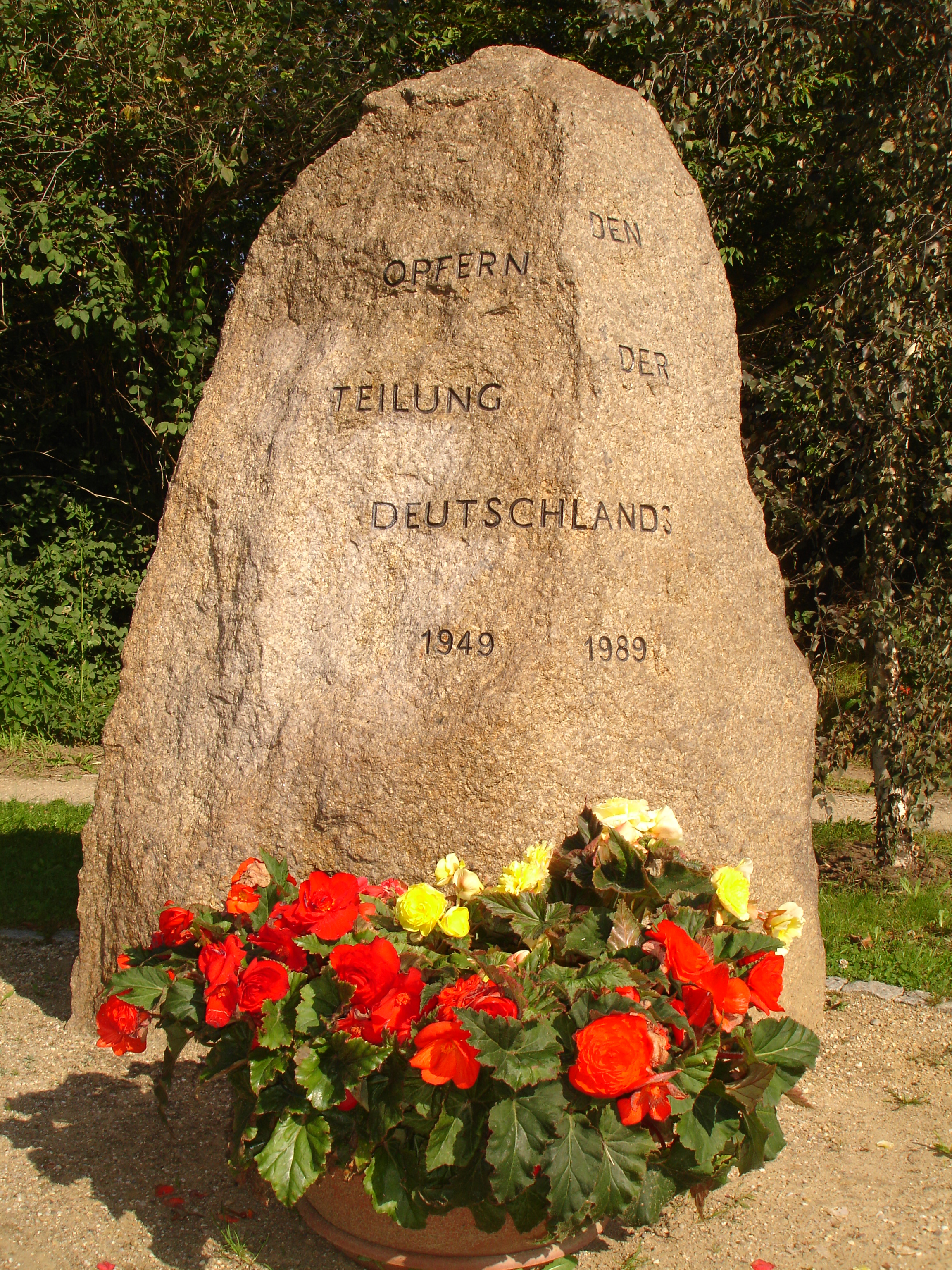
Gedenkstein für Opfer der deutschen Teilung

1973/74 errichtete das Zentralkomitee in der Hakeburg zusätzlich eine zentrale Sonderschule ein. Schwerpunkt der Lehre war die Weiterbildung leitender Kader für Agitation, Propaganda und Kultur und die Qualifizierung von Parteischullehrern. 1979 wurde die Hakeburg neu eingerichtet und 1980 zu einem Gästehaus für Staatsgäste umfunktioniert. So wohnten hier unter anderem Fidel Castro, Jassir Arafat, Nikita Chruschtschow und Michail Gorbatschow. Ab 1980 kehrten einzelne Lehrstühle der Parteihochschule nach Kleinmachnow zurück.
Bei dem Versuch, von der DDR oder Ost-Berlin über die Mauer nach West-Berlin zu gelangen, verloren bis zum Fall der Mauer 1989 über 120 Menschen ihr Leben. Darunter befinden sich vier Kleinmachnower Maueropfer. Am Adam-Kuckhoff-Platz, dem heutigen Wochenmarkt, erinnert ein Gedenkstein an die Opfer der deutschen Teilung. Nur wenige Schritte entfernt befindet sich das Kreuz für Karl-Heinz Kube. Der 17-Jährige war bei seinem Versuch, am 16. Dezember 1966 die Mauer zu überwinden, erschossen worden.

## Jüngere Vergangenheit
Nach 1990 wurde das Prinzip Rückgabe vor Entschädigung der damaligen Bundesregierung angewandt, von dem Kleinmachnow besonders betroffen war. Rückgabeansprüche lagen auf mehr als der Hälfte vorhandener Wohnungen sowie bebauter und freier Grundstücke. Die staatliche Zwangsverwaltung der Häuser wurde per Gesetz aufgehoben, so dass solche Grundstückseigentümer, die nicht in der DDR gewohnt hatten, wieder zu ihren Rechten kamen. Den Mietern blieben ihre Mietverträge sowie ein begrenztes Vorkaufsrecht. Deshalb wurde 1990 in Kleinmachnow der erste Mieterbund Brandenburgs gegründet, sowie die Bürgerbewegung und Partei Kleinmachnower Bürger gegen Vertreibung, die 1994 rund 25 Prozent der Wählerstimmen auf sich vereinte. Die Auseinandersetzungen zwischen den Eigentümern, die die Rechte an ihren Grundstücken und Häusern zurückerhielten, und den Mietern machten Anfang der neunziger Jahre viele Schlagzeilen. Ihren größten Erfolg errang die Bürgerbewegung mit der Bereitstellung umfangreicher finanzieller Mittel durch das Land und den Bund für Sanierung, Neubau und Grundstückserwerb. 1992 begann der Neubau und die Sanierung von Wohnungen in der August-Bebel-Siedlung, die den von Restitution betroffenen Bewohnern zur Verfügung gestellt wurden. Die Erschließung eines Baugebietes südlich des Stolper Wegs und die vergünstigte Abgabe zum halben Verkehrswert an Alt-Kleinmachnower entschärfte die aufgeheizte Atmosphäre. Trotz der nicht zu verhindernden Abwanderung konnten insgesamt mehr als 2.000 betroffene alteingesessene Bürger in Kleinmachnow bleiben und in neuen Wohnvierteln eine Wohnung finden.

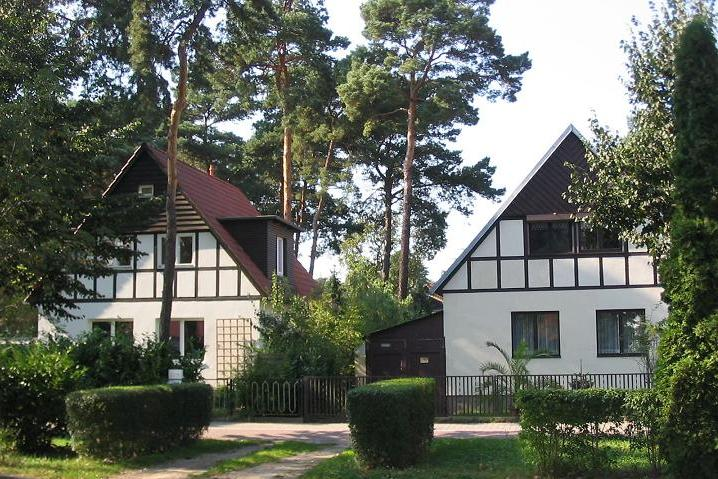
Bürgerhaus in der Sommerfeld-Siedlung

Die Klärung der Ansprüche von Alt-Eigentümern ist nicht abgeschlossen. Über die Eigentumsverhältnisse von rund 1.000 Grundstücken in der Sommerfeld-Siedlung wird seit 1997 ein intensiver Rechtsstreit geführt. Der Gerichtsstreit ist einer der größten vermögensrechtlichen Fälle in Deutschland. 1927 hat Adolf Sommerfeld, ein jüdischer Bauunternehmer, eine Million Quadratmeter Land von Dietloff von Hake erworben. Er gründete im gleichen Jahr eine Gemeinnützige Siedlungsgesellschaft und hielt 80 Prozent der Anteile. Ziel war, das Land zu parzellieren und an Siedler zu verkaufen. Weil das schwerer war als erwartet, schloss Sommerfeld im März 1933 einen Vertrag mit der Deutschen Land- und Baugesellschaft (DLB) über die Veräußerung von 100 Parzellen zum Weiterverkauf an Bauwillige. Dabei sollte Sommerfeld laut Vertrag sein Geld erst erhalten, wenn die DLB die Parzellen verkauft hatte. Dazu kam es nicht. Im April 1933 wurde der Unternehmer von Nationalsozialisten überfallen und beschossen. Die Familie flüchtete aus Deutschland. Kurz darauf wurde die Firma „arisiert“. 1950 erhielt Adolf Sommerfeld seinen Betrieb ohne die inzwischen verkauften Grundstücke oder deren Geldwert zurück. Auch verzichteten seine Erben kurz nach der Wende auf Rückgabe. Anders die Jewish Claims Conference (JCC) als Interessenvertreterin der Überlebenden des Holocaust. Sie stellte 1992 einen globalen Restitutionsantrag, der jedoch zwischen 1997 und 1999 mit mehreren Bescheiden vom Landesamt zur Regelung offener Vermögensfragen (Larov) abgelehnt wurde. Wegen vermeintlich geringer Erfolgschancen gab die JCC ihre Bemühungen schließlich auf. 1997 kaufte der Berliner Rechtsanwalt Christian Meyer die nach seiner Ansicht berechtigten Ansprüche der JCC. In etwa 100 Fällen hat er sich mit den heutigen Besitzern geeinigt, einen „Generalvergleich“ lehnt er bisher ab (Stand September 2007).
Das Verwaltungsgericht Potsdam hat in zwei Verfahren über die Ansprüche entscheiden. Mit Begründung einer 1997 eingefügten Bestimmung im Vermögensgesetz – „Lex Kleinmachnow“ genannt – lehnte das Gericht in einem Verfahren die Ansprüche ab. Die eingefügte Bestimmung schließt Rückübertragung oder Entschädigung aus, wenn jüdisches Eigentum vom Besitzer nicht direkt an Bauwillige, sondern an eine Entwicklungs- oder Siedlungsgesellschaft weiterverkauft wurde. In einem zweiten Verfahren urteilten die Richter, dass die Gemeinde Kleinmachnow als Eigentümerin von mindestens fünf einstigen Sommerfeld-Grundstücken diesen Siedlerschutz nicht genießt und die Grundstücke zu übertragen hat. Revision wurde gegen diese Entscheidung nicht zugelassen. Das Bundesverwaltungsgericht hat 2005 in einem Fall Revision gegen ein Verwaltungsgerichtsurteil zugelassen, in einem anderen Fall nicht. Im Jahr 2007 lehnte das Bundesverwaltungsgericht eine Rückübertragung ab, weil die späteren Besitzer die Häuser nicht von der Privatperson Sommerfeld, sondern vom Siedlungsunternehmen zu einem üblichen Preis gekauft hatten. Eine beim Bundesverfassungsgericht geführte Verfassungsbeschwerde wurde im September 2009 nicht zur Entscheidung angenommen.

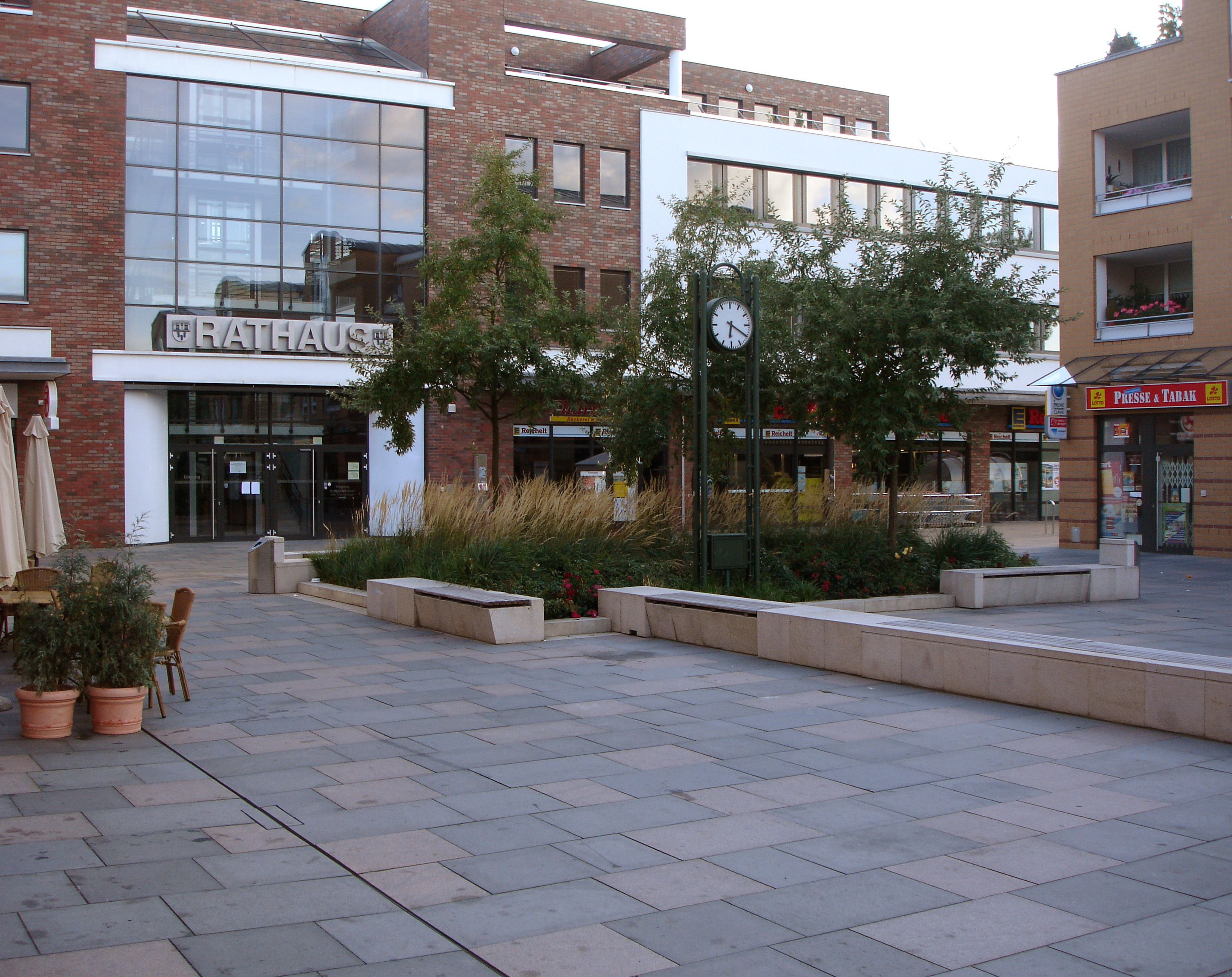
Rathausmarkt

Kleinmachnow strebt mit dem „Zentrenkonzept“ die Verteilung neuer Geschäfte im Ort an, um den Bürgern Einkaufsmöglichkeiten mit kurzen Wegen zu ermöglichen: 1993 eröffnete das Fuchsbau-Eck; 1995 der Neubaukomplex am Uhlenhorst; 1996 der Wochenmarkt auf dem Adam-Kuckhoff-Platz, dem einstigen Kontrollpunkt Düppel an der Karl-Marx-Straße; 1997 entstand der neue Wohn- und Geschäftskomplex am OdF-Platz; 2002 eröffneten neue Geschäfte am Meiereifeld/Thomas-Müntzer-Damm. Durch den Bau eines neuen Rathauses mit Wohn- und Geschäftsbebauung an der Förster-Funke-Allee entstand im April 2004 ein neuer Ortsmittelpunkt, der Rathausmarkt.
Durch das grüne Umfeld und die günstige Lage zwischen Berlin und Potsdam hat sich der Ort zu einer der beliebtesten (und teuersten) Randgemeinden Berlins entwickelt. Kleinmachnow ist vornehmlich geprägt durch den hohen Anteil von zirka 75 Prozent Einfamilienhäusern und 16 Prozent Zweifamilienhäusern. Im kleineren Rahmen ist Geschosswohnungsbau vorhanden. Der gemeindliche Wohnraum von 1.300 Wohnungen wird durch die 1991 gegründete gewog Gemeinnützige Wohnungsgesellschaft Kleinmachnow mbH verwaltet. Nach wie vor ist Kleinmachnow als Wohnort stark nachgefragt. Der Bodenrichtwert lag 2006 zwischen 210 und 240 Euro je Quadratmeter.

## Religionen
1817 wurden beide protestantischen Konfessionen innerhalb Preußens zu einer einheitlichen Landeskirche, der Unierten Kirche vereinigt. Somit gehörten die protestantischen Gemeinden Potsdams zur Evangelischen Kirche in Preußen, deren Oberhaupt der jeweilige König von Preußen als summus episcopus war. Nach Wegfall des landesherrlichen Kirchenregiments im Jahr 1918 war die Provinzialkirche Brandenburgs Gründungsmitglied der Evangelischen Kirche der Altpreußischen Union. 1947 wurde sie eine selbständige Landeskirche als Evangelische Kirche in Berlin-Brandenburg mit einem Bischof an der Spitze. Im Jahr 2004 fusionierte die Kirche mit der Evangelischen Kirche der schlesischen Oberlausitz zur Evangelischen Kirche in Berlin-Brandenburg-schlesische Oberlausitz.

## Historische Straßennamen
Einige Straßen in Kleinmachnow wurden in der DDR-Zeit umbenannt und teilweise nach der Wende rückbenannt:
| Historischer und aktueller Name | Name zur DDR-Zeit            |
| ------------------------------- | ---------------------------- |
| Zehlendorfer Damm               | Philipp-Müller-Allee         |
| Kapuzinerweg                    | Straße der Thälmann-Pioniere |
| Hohe Kiefer                     | Stalinallee, dann Leninallee |

Nachfolgend eine Übersicht über die Straßen, die nicht rückbenannt wurden:
| Aktueller Name            | Historischer Name   |
| ------------------------- | ------------------- |
| Karl-Marx-Straße          | Spandauer Weg       |
| Ernst-Thälmann-Straße     | Hakenheide          |
| Rudolf-Breitscheid-Straße | Kurmärkische Straße |
| Clara-Zetkin-Straße       | Hakestraße          |
| Gradnauerstraße           | Dietloffstraße      |
| Klausenerstraße           | Georgstraße         |
| Thomas-Müntzer-Damm       | Warthestraße        |
| Käthe-Kollwitz-Straße     | Wißmannstraße       |
| Wilhelm-Külz-Weg          | Märkische Straße    |
| Heinrich-Mann-Straße      | Hollmannstraße      |
| Geschwister-Scholl-Allee  | Heimdallstraße      |
| Max-Reimann-Straße        | Quaststraße         |